# リヴィニャーノ・テオール
リヴィニャーノ・テオール（伊: Rivignano Teor）は、イタリア共和国フリウリ＝ヴェネツィア・ジュリア州ウーディネ県にある、人口約6,200人の基礎自治体（コムーネ）。
2014年1月1日にリヴィニャーノとテオールの2つのコムーネが合併して成立した。

## 地理

### 位置・広がり

#### 隣接コムーネ
隣接するコムーネは以下の通り。
- ベルティオーロ
- パラッツォーロ・デッロ・ステッラ
- ポチェニーア
- ロンキス
- タルマッソンス
- ヴァルモ

### 地震分類
リヴィニャーノ・テオールにおけるイタリアの地震リスク階級 (it) では、zona 3 (sismicità bassa) に分類される。

## 行政

### 分離集落
リヴィニャーノ・テオールには、以下の分離集落（フラツィオーネ）がある。
- Ariis, Campomolle, Chiarmacis, Driolassa, Flambruzzo, Rivignano (sede comunale), Rivarotta, Sella, Sivigliano, Teor